# Cèl·lula retinal
Les cèl·lules retinals són aquelles cèl·lules localitzades en la retina i que en formen part activa o serveixen de sustentació estructural en la visió. Les cèl·lules en la retina s'agrupen formant capes, encara que sovint aquestes cèl·lules abasten més d'una capa, i tenen els seus nuclis en una capa i les seves prolongacions axòniques o dendrítiques en altres.
- Fotorreceptors. Són els cons i bastons.
- Neurones de conducció directa, cèl·lules bipolars i ganglionars.
- Neurones d'associació, cèl·lules horitzontals, centrífugues i amacrines.
- Cèl·lules de sustentació, cèl·lules de Müller i altres cèl·lules.